# Astravita, Haradotski Rajon
Ozero Ostrovito (ryska: Озеро Островито) är en sjö i Belarus.   Den ligger i voblasten Vitsebsks voblast, i den norra delen av landet, 250 km nordost om huvudstaden Minsk. Ozero Ostrovito ligger 175 meter över havet. Arean är 0,12 kvadratkilometer.
Omgivningarna runt Ozero Ostrovito är en mosaik av jordbruksmark och naturlig växtlighet. Runt Ozero Ostrovito är det glesbefolkat, med 10 invånare per kvadratkilometer.